# Chauvoncourt
Chauvoncourt è un comune francese di 512 abitanti situato nel dipartimento della Mosa nella regione del Grand Est.

## Società

### Evoluzione demografica
Abitanti censiti